# Łuk dłoniowy głęboki

Łuk dłoniowy głęboki (łac. arcus palmaris profundus) – w anatomii człowieka tętnica ręki utworzona przez tętnicę promieniową oraz w mniejszym stopniu łokciową (odwrotnie niż w łuku dłoniowym powierzchownym).

## Topografia
Tętnica promieniowa w swoim końcowym odcinku oddaje gałąź dłoniową głęboką (łac. ramus palmaris profundus arteriae radialis) która stanowi początek łuku głębokiego. Następnie przechodzi przez pierwszą (85%) lub drugą (15%) przestrzeń międzykostną i leżąc na kościach śródręcza oraz mięśniach międzykostnych kieruje się w stronę kłębika. Na całym odcinku łuk tętniczy przykryty jest ścięgnami zginaczy. Ostatecznie łuk zespala się z gałęzią od tętnicy łokciowej.
W badaniach obrazowych znajduje się średnio 4,5 cm od stawu promieniowo-nadgarstkowego.
Tętnicy wzdłuż całego przebiegu towarzyszy gałąź głęboka nerwu łokciowego, przy czym wzajemny stosunek topograficzny pomiędzy tymi strukturami jest bardzo zmienny.
Łuk dłoniowy głęboki oddaje drobne gałęzie do sieci dłoniowej nadgarstka, a także trzy tętnice dłoniowe śródręcza (II, III, IV), z których od każdej odchodzi dodatkowo gałąź przeszywająca do tętnicy grzbietowej śródręcza.

### Zmienność
Lokalizację łuku można dość dokładnie określić dzięki stałemu położeniu względem punktów orientacyjnych (np. kości czy stawów ręki). Badanie 200 rąk na 100 zwłokach wykazało, że najczęstszy (60%) wariant łuku głębokiego to połączenie gałęzi głębokiej dłoniowej tętnicy promieniowej z gałęzią głęboką dolną tętnicy łokciowej. W 30% łuk łączy się z gałęzią górną, a w 10% z obiema gałęziami. Jeśli gałąź tętnicy promieniowej przechodzi przez II przestrzeń międzykostną, zespolenie z dwiema gałązkami tętnicy promieniowej jest jeszcze rzadsze.
Całkowity brak łuku należy do rzadkości.
Główne zaopatrzenie łuku w krew pochodzi od:
- obu tętnic (66,67%);
- tętnicy promieniowej z małą domieszką krwi z tętnicy łokciowej (21,63%);
- wyłącznie tętnicy promieniowej (8,33%);
- wyłącznie tętnicy łokciowej (3,33%)[5].